# 蒙巴萨共和国

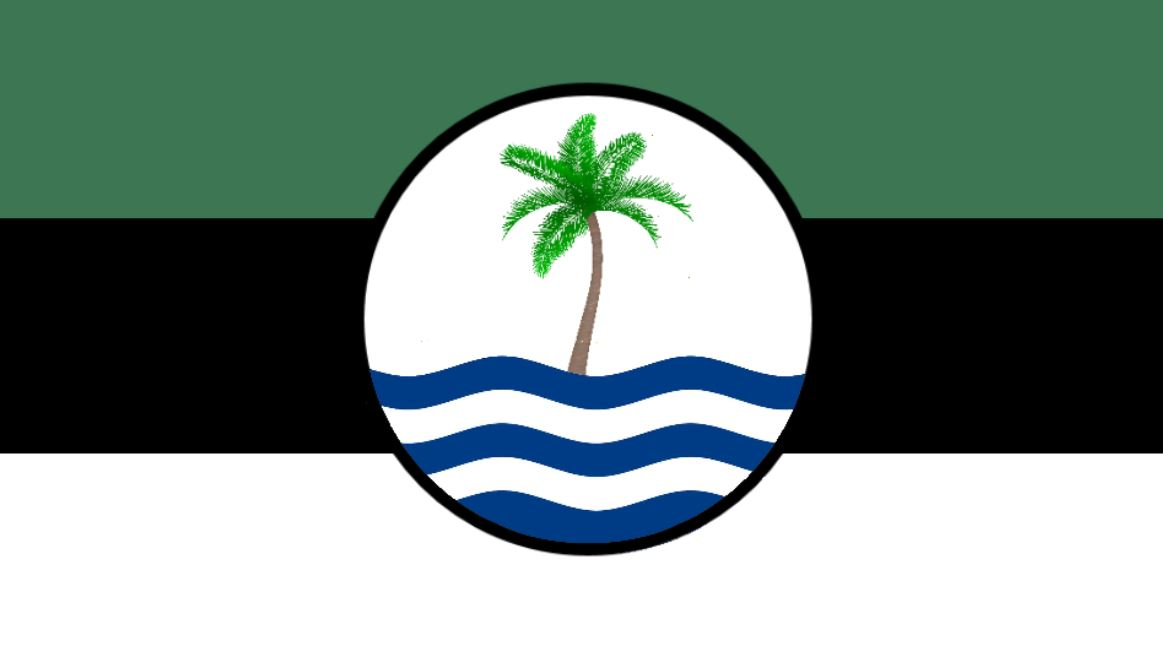
蒙巴萨共和委员会（MRC）独立旗帜

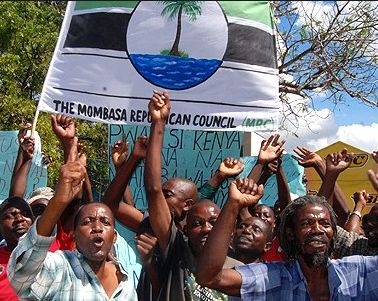
蒙巴萨共和委员会在肯尼亚的抗议活动

蒙巴萨共和国（英語：Mombasa Republic）是一个拟议中的国家，其领土范围将涵盖肯尼亚前滨海省。蒙巴萨共和委员会是主张蒙巴萨应从肯尼亚分离出去、成为一个独立国家的主要分离主义组织。他们主张，分离将使滨海省的人民摆脱历届肯尼亚政府的边缘化处境。其口号是（意为“海岸不是肯尼亚”）。
是一个合法组织，旨在代表居住在蒙巴萨沿海地带的所有宗教和部落群体。蒙巴萨拥有独特的文化特性和历史，其渊源远早于当今非洲殖民时期划定的边界。该组织同时拥有穆斯林和基督徒支持者。该组织的领导人是奥马尔·姆瓦姆努阿齐（Omar Mwamnuadzi）。该组织否认政府官员关于其与索马里激进伊斯兰组织青年党有联系的指控。
新兴非洲国家组织（Organization of Emerging African States, OEAS）支持的纲领，认为这是依据《非洲人权和人民权利宪章》进行自决的合法表达。

## 历史

肯尼亚滨海省的位置，滨海省现已撤销

蒙巴萨共和委员会成立于1999年，旨在解决滨海省人民所遭受的、他们认为存在的政治和经济歧视问题。该组织的分离主张可追溯至1895年和1963年将沿海十英里地带（ten-mile strip）从桑给巴尔移交肯尼亚的协议。一些批评者认为这些英国协议是旨在促进内陆殖民化的一种贿赂形式。该组织主张这些协议无效，因为英国政府未经沿海利益相关者同意便签署了协议，并声称肯尼亚政府未能履行旨在保护沿海居民的条款。
2014年，奥马尔·姆瓦姆努阿齐与其他11名成员一同被捕，被控举行非法集会和策划破坏治安。

## 分离主张
在2008年首次提出蒙巴萨应从肯尼亚分离出去成为独立国家的主张之前，蒙巴萨共和委员会一直处于沉寂状态。他们认为分离将使滨海省的人民摆脱历届肯尼亚政府的边缘化处境。作为回应，政府宣布该组织为非法组织，一同被禁的还有其他33个团体。
蒙巴萨共和委员会在法庭上对政府的决定提出异议。蒙巴萨高等法院解除了对该组织的禁令，并裁定将其定性为非法组织是违宪的。

## 选举暴力
成员被指涉及暴力活动，最早可追溯至2013年选举前后。
2022年6月，基利菲县81名疑似成员在举行接管国家领导权的宣誓仪式时被捕，2022年8月选举前，暴力活动仍在持续。